# Consortium of European Research Libraries
Il Consortium of European Research Libraries (Consorzio delle biblioteche di ricerca europee, abbreviato anche come CERL) è una organizzazione che associa i principali enti bibliotecari europei, per quanto riguarda la valorizzazione e la conservazione dell'eredità culturale legata al periodo delle produzioni bibliografiche stampate a mano (dalla metà del XV secolo fino alla prima metà del XIX secolo). È concepito soprattutto per agevolare l'attività di studiosi e ricercatori nel reperimento di fonti e documenti a livello continentale.

## Storia
Il Consorzio è stato creato nel 1992 ma ha assunto una piena identità legale nel 1994. La sua sede legale è a Londra.

## Attività
Il CERL promuove l'attività di ricerca attraverso gruppi di lavoro internazionali: Heritage of the Printed Book Database (HPB)
- CERL Thesaurus
- Material Evidence in Incunabula
- CERL Portal
- Promotion of CERL's Activities and Services
- Book Bindings
- Provenance and Standards for the description of Provenance Evidence
- Manuscripts
- Security Network

## Archivi e cataloghi
Il consorzio, con il supporto delle principali biblioteche nazionali, pubbliche e private, di musei, archivi e altri organismi di ricerca, ha prodotto e manutiene un catalogo informatizzato delle opere stampate a mano, contraddistinte dalla sigla identificativa HPB (Heritage of the Printed Book, in origine Hand Press Book).
In aggiunta a questo catalogo, l'organizzazione cura la realizzazione di un thesaurus multilingue, in cui si possono trovare riferimenti in tutte le lingue europee e in lingua latina a personalità, reali o di fantasia, luoghi, enti e istituzioni, catalogate ognuna con una scheda e riferimenti multimediali. I contenuti di questo catalogo sono distribuiti nei termini delle licenze ODB-BY e CC-BY 2.0.
Il consorzio inoltre gestisce un portale per la ricerca di testi, disegni e materiale fotografico distribuita su molteplici database, coordinata dalla Biblioteca Universitaria di Uppsala.Tra questi data base, uno è dedicato alle informazioni di provenienza degli incunaboli. Il progetto si chiama Material Evidence in Incunabula (MEI) e si propone di raccogliere, indicizzare e rendere quindi ricercabili i dati materiali (o di copia specifica, di post-produzione, o di provenienza) estraendo le informazioni bibliografiche dal catalogo ISTC della British Library.